# Jasmine Paolini
Jasmine Paolini (Bagni di Lucca, Olaszország, 1996. január 4. –) párosban olimpiai bajnok és Grand Slam-tornagyőztes olasz hivatásos teniszezőnő.
2011-től profi teniszjátékos. Pályafutása során egyéniben három WTA, két WTA125- és 9 ITF-tornagyőzelmet aratott, párosban kilenc WTA- és egy ITF-tornagyőzelemmel rendelkezik.
A Grand Slam-tornákon a legjobb eredményét egyéniben a 2024-es Roland Garroson és a 2024-es wimbledoni teniszbajnokságon érte el, amelyeken a döntőbe jutott. Párosban a 2025-ös Roland Garros hozta el legnagyobb sikerét, ahol Sara Erranival párban megszerezték a trófeát. Legjobb világranglista helyezése egyéniben a 4. hely, amelyre 2024. október 28-án került, párosban a legjobbjaként ugyancsak a 4. helyen állt 2025. június 30-án.
13 alkalommal szerepelt Olaszország Billie Jean King-kupa-csapatában.
2024-ben a párizsi olimpián Sara Erranival párosban nyert aranyérmet.

## Családja
Az olaszországi Castelnuovo di Garfagnanában született és nőtt fel. Apja, Ugo, olasz, anyja, Jacqueline, ghanai, dán és lengyel felmenőkkel rendelkezik.

## Pályafutása
2011 áprilisában szerepelt először egy 10 000 dolláros ITF-tornán. Első ITF-tornadöntőjét 2013 júniusában játszotta Rómában. Első ITF-tornagyőzelmét 2013. augusztusban szerezte Rómában egy 10 000 dolláros tornán. 2019-ben győzött Bresciában egy 60 000 dolláros, 2022-ben egy 100 000 dolláros tornán. 2021-ben és 2023-ban nyert WTA125-ös tornákat.
Első WTA szereplésére szabad kártyával a 2015-ös Italian Open selejtezőjében került sor, ahol az első körben vereséget szenvedett Monica Niculescutól. Főtáblán először 2017-ben játszott Båstadban. Első WTA-tornagyőzelmét 2021-ben Szlovéniában a Slovenia Openen aratta. Legnagyobb sikere a Dubajban rendezett Dubai Tennis Championship WTA1000-es torna megnyerése.
Párosban 2021-ben szerezte első WTA-tornagyőzelmét. 2024-ben Sara Errani párjaként megnyerte a WTA500-as Ladies Linz és a WTA 1000-es Italian Open tornákat.
Grand Slam-tornán először a 2018-es Australian Open selejtezőjében játszhatott, de az 1. körön nem jutott túl. Grand Slam-torna főtáblájára először a 2019-es Roland Garroson került. A 2024-es Australian Openen a 4. körig jutott, majd a 2024-es Roland Garroson döntőt játszhat. Párosban a 2024-es Roland Garroson elődöntősök.

## Grand Slam-döntői

### Egyéni

#### Elveszített döntői (2)
| Év   | Torna         | Borítás | Ellenfél a döntőben | Döntő eredménye |
| 2024 | Roland Garros | Salak   | Iga Świątek         | 2–6, 1–6        |
| 2024 | Wimbledon     | Fű      | Barbora Krejčíková  | 2–6, 6–2, 4–6   |

### Páros

#### Győzelmei (1)
| Év   | Torna         | Borítás | Partner     | Ellenfél a döntőben             | Döntő eredménye |
| 2025 | Roland Garros | Salak   | Sara Errani | Anna Danilina Aleksandra Krunić | 6–4, 2–6, 6–1   |

#### Elveszített döntői (1)
| Év   | Torna         | Borítás | Partner     | Ellenfél a döntőben           | Döntő eredménye |
| 2024 | Roland Garros | Salak   | Sara Errani | Cori Gauff Kateřina Siniaková | 6–7(5), 3–6     |

## WTA-döntői

### Egyéni

#### Győzelmei (3)
| Összesítés                   |
| Grand Slam-torna (0)         |
| WTA 1000 (kötelező)* (2)     |
| WTA 1000 (nem kötelező)* (0) |
| WTA 500* (0)                 |
| WTA 250* (1)                 |

| No. | Dátum            | Torna                      | Borítás | Ellenfél a döntőben | Eredmény a döntőben | Eredmény a döntőben |
| 1.  | 2021. szeptember | Slovenia Open, Portorož    | Kemény  | Alison Riske        | 7–6(4), 6–2         |                     |
| 2.  | 2024. február    | Dubai Championships, Dubaj | Kemény  | Anna Kalinszkaja    | 4–6, 7–5, 7–5       |                     |
| 3.  | 2025. május 17.  | Italian Open, Róma         | Salak   | Cori Gauff          | 6–4, 6–2            |                     |

#### Elveszített döntői (6)
| No. | Dátum               | Torna                        | Borítás    | Ellenfél a döntőben | Eredmény a döntőben | Eredmény a döntőben |
| 1.  | 2022. október       | Transylvania Open, Kolozsvár | Kemény (f) | Anna Blinkova       | 2–6, 6–3, 2–6       |                     |
| 2.  | 2023. július        | Palermo Ladies Open, Palermo | Salak      | Cseng Csin-ven      | 4–6, 6–1, 1–6       |                     |
| 3.  | 2023. október       | Jasmin Open, Monasztir       | Kemény     | Elise Mertens       | 3–6, 0–6            |                     |
| 4.  | 2024. június 8.     | Roland Garros, Párizs        | Salak      | Iga Świątek         | 2–6, 1–6            | részletek           |
| 5.  | 2024. július 13.    | Wimbledon, London            | Fű         | Barbora Krejčíková  | 2–6, 6–2, 4–6       | részletek           |
| 6.  | 2025. augusztus 18. | Cincinnati Open, Mason       | Kemény     | Iga Świątek         | 5–7, 4–6            |                     |

### Páros

#### Győzelmei (9)
| Összesítés                   |
| Grand Slam-torna (1)         |
| WTA 1000 (kötelező)* (4)     |
| WTA 1000 (nem kötelező)* (0) |
| WTA 500* (1)                 |
| WTA 250* (2)                 |
| Olimpia (1)                  |

| No. | Dátum              | Torna                                    | Borítás    | Partner       | Ellenfél a döntőben                   | Eredmény a döntőben | Eredmény a döntőben |
| 1.  | 2021. július       | German Open Hamburg, Hamburg             | Salak      | Jil Teichmann | Astra Sharma Rosalie van der Hoek     | 6–0, 6–4            |                     |
| 2.  | 2023. október      | Jasmin Open, Monasztir                   | Kemény     | Sara Errani   | Hontama Mai Natalija Stevanović       | 2–6, 7–6(4), [10–6] |                     |
| 3.  | 2024. február      | Ladies Linz, Linz                        | Kemény (f) | Sara Errani   | Nicole Melichar-Martinez Ellen Perez  | 7–5, 4–6, [10–7]    |                     |
| 4.  | 2024. május        | Italian Open, Róma                       | Salak      | Sara Errani   | Cori Gauff Erin Routliffe             | 6–3, 4–6, [10–8]    |                     |
| 5.  | 2024. augusztus 4. | 2024. évi nyári olimpiai játékok, Párizs | Salak      | Sara Errani   | Mirra Andrejeva Gyiana Snajgyer       | 2–6, 6–1, [10–7]    | részletek           |
| 6.  | 2024. október 6.   | China Open, Peking                       | Kemény     | Sara Errani   | Csan Hao-csing Veronyika Kugyermetova | 6–3, 6–4            |                     |
| 7.  | 2025. február 15.  | Qatar Open, Doha                         | Kemény     | Sara Errani   | Csiang Hszin-jü Vu Fang-hszien        | 7–5, 7–6(10)        |                     |
| 8.  | 2025. május 18.    | Italian Open, Róma                       | Salak      | Sara Errani   | Veronyika Kugyermetova Elise Mertens  | 6–4, 7–5            |                     |
| 9.  | 2025. június 8.    | Roland Garros, Párizs                    | Salak      | Sara Errani   | Anna Danilina Aleksandra Krunić       | 6–4, 2–6, 6–1       | részletek           |

#### Elveszített döntői (3)
| No. | Dátum            | Torna                       | Borítás | Partner     | Ellenfél a döntőben               | Eredmény a döntőben | Eredmény a döntőben |
| 1.  | 2022. január     | Gippsland Trophy, Melbourne | Kemény  | Sara Errani | Asia Muhammad Jessica Pegula      | 3–6, 1–6            |                     |
| 2.  | 2024. június 9.  | Roland Garros, Párizs       | Salak   | Sara Errani | Cori Gauff Kateřina Siniaková     | 6–7(5), 3–6         | részletek           |
| 3.  | 2025. június 22. | German Open, Berlin         | Fű      | Sara Errani | Tereza Mihalíková Olivia Nicholls | 6−4, 2−6, [6−10]    |                     |

## WTA 125K döntői

### Egyéni

#### Győzelmei (2)
|    | Dátum        | Torna                        | Borítás | Ellenfél a döntőben | Eredmény a döntőben |
| 1. | 2021. június | Bol Ladies Open, Bol         | Salak   | Arantxa Rus         | 6–2, 7–6(4)         |
| 2. | 2023. május  | Firenze Ladies Open, Firenze | Salak   | Taylor Townsend     | 6–3, 7–5            |

#### Elveszített döntői (2)
|    | Dátum        | Torna                            | Borítás | Ellenfél a döntőben | Eredmény a döntőben |
| 1. | 2021. május  | Open de Saint-Malo, Saint-Malo   | Salak   | Viktorija Golubic   | 1–6, 3–6            |
| 2. | 2023. június | Makarska International, Makarska | Salak   | Mayar Sherif        | 6–2, 6–7(6), 5–7    |

## ITF döntői

### Egyéni: 16 (9–7)
| Díjazás              |
| -------------------- |
| $100,000 torna       |
| $80,000 torna        |
| $60,000 torna        |
| $25,000 torna        |
| $10,000/15,000 torna |

| Borításonként |
| ------------- |
| Kemény (2–2)  |
| Salak (7–5)   |
| Fű (0–0)      |
| Szőnyeg (0–0) |

| Eredmény | Gy–V | Dátum            | Torna                                        | Borítás    | Ellenfél                | Eredmény         |
| -------- | ---- | ---------------- | -------------------------------------------- | ---------- | ----------------------- | ---------------- |
| Döntős   | 0–1  | 2013. június     | ITF Rome, Olaszország                        | Salak      | Martina Caregaro        | 2–6, 3–6         |
| Győztes  | 1–1  | 2013. augusztus  | ITF Locri, Olaszország                       | Salak      | Jade Suvrijn            | 6–1, 7–5         |
| Győztes  | 2–1  | 2014. július     | ITF Viserba, Olaszország                     | Salak      | Anna Remondina          | 6–1, 6–0         |
| Döntős   | 2–2  | 2014. szeptember | Telavi Open, Grúzia                          | Salak      | Darja Kaszatkina        | 1–6, 6–4, [7–10] |
| Győztes  | 3–2  | 2016. április    | ITF Pula, Olaszország                        | Salak      | Tessah Andrianjafitrimo | 1–0 feladta      |
| Döntős   | 3–3  | 2016. augusztus  | ITF Bad Saulgau, Németország                 | Salak      | Tamara Korpatsch        | 2–6, 3–6         |
| Döntős   | 3–4  | 2016. szeptember | ITF Mamaia, Románia                          | Salak      | Jessica Pieri           | 3–6, 4–6         |
| Döntős   | 3–5  | 2016. október    | ITF Clermont-Ferrand, Franciaország          | Kemény (f) | Richèl Hogenkamp        | 4–6, 2–6         |
| Győztes  | 4–5  | 2016. november   | Open de Valencia, Spanyolország              | Salak      | Quirine Lemoine         | 6–1, 2–6, 6–4    |
| Győztes  | 5–5  | 2017. június     | Open de Marseille, Franciaország             | Salak      | Tatjana Maria           | 6–4, 2–6, 6–1    |
| Győztes  | 6–5  | 2017. augusztus  | ITF Woking, Egyesült Királyság               | Kemény     | Mihaela Buzărnescu      | 6–4, 1–6, 6–4    |
| Döntős   | 6–6  | 2018. szeptember | ITF Bagnatica, Olaszország                   | Salak      | Kaja Juvan              | 7–6(8), 1–6, 5–7 |
| Győztes  | 7–6  | 2019. március    | ITF Curitiba, Brazília                       | Salak      | Bondár Anna             | 4–6, 6–4, 6–2    |
| Győztes  | 8–6  | 2019. június     | ITF Brescia, Olaszország                     | Salak      | Diāna Marcinkeviča      | 6–2, 6–1         |
| Döntős   | 8–7  | 2019. november   | ITF Tokyo Open, Japán                        | Kemény     | Csang Suaj              | 3–6, 5–7         |
| Győztes  | 9–7  | 2022. október    | ITF Les Franqueses del Vallès, Spanyolország | Kemény     | Katerina Baindl         | 6–4, 6–4         |

### Páros: 4 (1–3)
| Díjazás              |
| -------------------- |
| $100,000 torna       |
| $80,000 torna        |
| $60,000 torna        |
| $25,000 torna        |
| $10,000/15,000 torna |

| Borításonként |
| ------------- |
| Kemény (0–0)  |
| Salak (1–3)   |
| Fű (0–0)      |
| Szőnyeg (0–0) |

| Eredmény | Gy–V | Dátum            | Torna                                 | Borítás | Partner           | Ellenfelekl                         | Eredmény         |
| -------- | ---- | ---------------- | ------------------------------------- | ------- | ----------------- | ----------------------------------- | ---------------- |
| Döntős   | 0–1  | 2013. június     | ITF Rome, Olaszország                 | Salak   | Claudia Giovine   | Bianca Hîncu Martina di Giuseppe    | 1–6, 3–6         |
| Győztes  | 1–1  | 2013. szeptember | ITF Pula, Olaszország                 | Salak   | Giorgia Marchetti | Alexandra Nancarrow Laura Schaeder  | 7–6(3), 7–6(3)   |
| Döntős   | 1–2  | 2016. március    | ITF Weston, Amerikai Egyesült Államok | Salak   | Julieta Estable   | Katerina Stewart Tess Sugnaux       | 6–7(2), 3–6      |
| Döntős   | 1–3  | 2018. szeptember | ITF Bagnatica, Olaszország            | Salak   | Deborah Chiesa    | Giorgia Marchetti Camilla Rosatello | 4–6, 6–4, [8–10] |

## Eredményei Grand Slam-tornákon

### Egyéni
| Grand Slam | Australian Open | Australian Open      | Roland Garros  | Roland Garros    | Wimbledon      | Wimbledon          | US Open        | US Open            |
| Év         | Eredmény        | Utolsó ellenfél      | Eredmény       | Utolsó ellenfél  | Eredmény       | Utolsó ellenfél    | Eredmény       | Utolsó ellenfél    |
| 2017       | Selejtező (Q1)  | Selejtező (Q1)       | Selejtező (Q1) | Selejtező (Q1)   | Selejtező (Q2) | Selejtező (Q2)     | Selejtező (Q2) | Selejtező (Q2)     |
| 2018       | Selejtező (Q1)  | Selejtező (Q1)       | Selejtező (Q1) | Selejtező (Q1)   | Selejtező (Q1) | Selejtező (Q1)     | Selejtező (Q2) | Selejtező (Q2)     |
| 2019       | Selejtező (Q1)  | Selejtező (Q1)       | 1.kör          | Darja Kaszatkina | Selejtező (Q1) | Selejtező (Q1)     | Selejtező (Q2) | Selejtező (Q2)     |
| 2020       | 1. kör          | Anna Blinkova        | 2. kör         | Petra Kvitová    | elmaradt       | elmaradt           | 1. kör         | Caroline Garcia    |
| 2021       | 1. kör          | Karolína Plíšková    | 2. kör         | María Szákari    | 1. kör         | Andrea Petković    | 2. kör         | Viktorija Azaranka |
| 2022       | 1. kör          | E-G Ruse             | 1. kör         | I-C Begu         | 1. kör         | Petra Kvitová      | 1. kör         | Iga Świątek        |
| 2023       | 1. kör          | Ljudmila Szamszonova | 2. kör         | Olga Danilović   | 1. kör         | Petra Kvitová      | 1. kör         | Jeļena Ostapenko   |
| 2024       | 4. kör          | Anna Kalinszkaja     | Döntő          | Iga Świątek      | Döntő          | Barbora Krejčíková | 4. kör         | Karolína Muchová   |
| 2025       | 3. kör          | Elina Szvitolina     | 4. kör         | Elina Szvitolina | 2. kör         | Kamilla Rahimova   |                |                    |

### Páros
| Grand Slam | Australian Open         | Australian Open                    | Roland Garros           | Roland Garros                   | Wimbledon               | Wimbledon                        | US Open              | US Open                      |
| Év         | Eredmény Partner        | Utolsó ellenfél                    | Eredmény Partner        | Utolsó ellenfél                 | Eredmény Partner        | Utolsó ellenfél                  | Eredmény Partner     | Utolsó ellenfél              |
| 2020       | –                       | –                                  | 2. kör Varvara Gracsova | Andreea Mitu P Maria Țig        | elmaradt                | elmaradt                         | –                    | –                            |
| 2021       | 3. kör Aliona Bolsova   | Darija Jurak Nina Stojanović       | 1. kör Nina Stojanović  | Asia Muhammad Jessica Pegula    | –                       | –                                | 1. kör Jil Teichmann | Samantha Stosur Csang Suaj   |
| 2022       | 2. kör Heather Watson   | Marta Kosztyuk Dajana Jasztremszka | 1. kör Martina Trevisan | Lucie Hradecká Szánija Mirza    | 1. kör Martina Trevisan | Naiktha Bains Maia Lumsden       | –                    | –                            |
| 2023       | 1. kör Martina Trevisan | Okszana Kalasnikova Alycia Parks   | 2. kör Martina Trevisan | Desirae Krawczyk Demi Schuurs   | 1. kör Martina Trevisan | Hozumi Eri Rebeka Masarova       | 1. kör Vang Hszi-jü  | V Kugyermetova L Szamszonova |
| 2024       | 3. kör Sara Errani      | Hszie Su-vej Elise Mertens         | Döntő Sara Errani       | Cori Gauff Kateřina Siniaková   | 3. kör Sara Errani      | Cori Gauff Jessica Pegula        | 2. kör Sara Errani   | Harriet Dart Diane Parry     |
| 2025       | 2. kör Sara Errani      | Mirra Andrejeva Gyiana Snajgyer    | Győzelem Sara Errani    | Anna Danilina Aleksandra Krunić | 2. kör Sara Errani      | Csan Hao-csin Barbora Krejčíková |                      |                              |

## Év végi világranglista-helyezései
| Év     | 2012  | 2013 | 2014 | 2015 | 2016 | 2017 | 2018 | 2019 | 2020 | 2021 | 2022 | 2023 | 2024 |
| Egyéni | –     | 624. | 327. | 581. | 245. | 137. | 190. | 117. | 95.  | 53.  | 59.  | 30.  | 4.   |
| Páros  | 1231. | 927. | –    | –    | 939. | –    | 758. | 938. | 263. | 166. | 141. | 97.  | 10.  |